# 地の果ての燈台

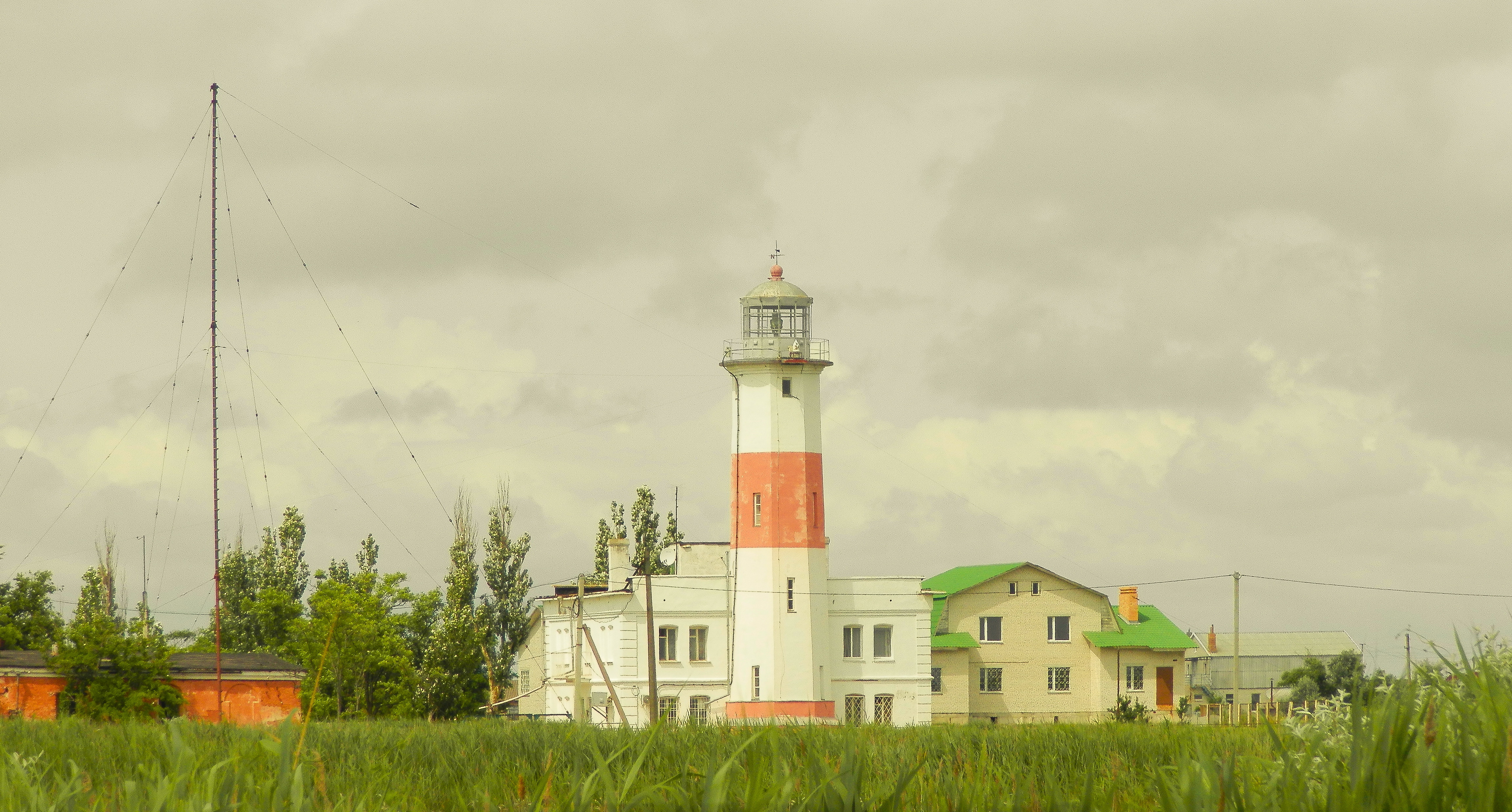
実際の燈台

『地の果ての燈台』（ちのはてのとうだい、原題 仏: Le Phare du bout du monde  ）は、1905年に刊行されたジュール・ヴェルヌの小説。

## 概要
ヴェルヌの晩年の作品で、1901年に執筆された、その後、息子のミシェルが手を加えて出版した。オリジナル版が1999年に出版された。
なお、燈台は実在するとされる。

## あらすじ
1859年、南アメリカ最南端のエスタードス島に燈台が建設された。アルゼンチン海軍から派遣されたバスケスら3人は、付近を根城にする海賊の一味に襲撃の標的にされる。

## 登場人物
- バスケス (Vasquez) - 47歳の責任感の強いアルゼンチン人で燈台守に着任した。
- コングレ (Kongre) - 海賊一味の首領。
- ジョン・デイヴィス (John Davis) - エスタードス島沖で難破して岩場に漂着したところを救助される帆船の副船長。
- カルカンテ (Carcante) - コングレの部下のチリ人。

## 日本語訳
- 『地の果ての燈台』大友徳明（訳）、角川文庫、1972年